# Meauzac
Pour les articles ayant des titres homophones, voir Mauzac et Mozac.
Meauzac est une commune française située dans le centre du département de Tarn-et-Garonne, en région Occitanie.
Sur le plan historique et culturel, la commune est dans le Quercy Blanc, correspondant à la partie méridionale du Quercy, devant son nom à ses calcaires lacustres du Tertiaire.
Exposée à un climat océanique altéré, elle est drainée par le Tarn, le ruisseau de Maribenne, le ruisseau de Guignès, le ruisseau de la Nauze et par divers autres petits cours d'eau. La commune possède un patrimoine naturel remarquable : un site Natura 2000 (Les « vallées du Tarn, de l'Aveyron, du Viaur, de l'Agout et du Gijou »), un espace protégé (le « cours de la Garonne, de l'Aveyron, du Viaur et du Tarn ») et une zone naturelle d'intérêt écologique, faunistique et floristique.
Meauzac est une commune rurale qui compte 1 464 habitants en 2022. Elle est dans l'agglomération de Meauzac et fait partie de l'aire d'attraction de Montauban. Ses habitants sont appelés les Meauzacais ou  Meauzacaises.

## Géographie

### Localisation
Commune de l'aire d'attraction de Montauban, Meauzac est principalement rurale. Elle est la ville-centre d'une unité urbaine dans la couronne périurbaine de l'aire d'attraction de Montauban.

### Communes limitrophes
Meauzac est limitrophe de cinq autres communes.
Les communes limitrophes sont Barry-d'Islemade, Labastide-du-Temple, Lafrançaise, La Ville-Dieu-du-Temple et Lizac.
| Lizac                 | Lafrançaise             |                  |
| Lafrançaise (enclave) | Meauzac                 | Barry-d'Islemade |
| Labastide-du-Temple   | La Ville-Dieu-du-Temple |                  |

### Géologie et relief
La superficie de la commune est de 1 177 hectares ; son altitude varie de 67  à   88 mètres.

### Hydrographie

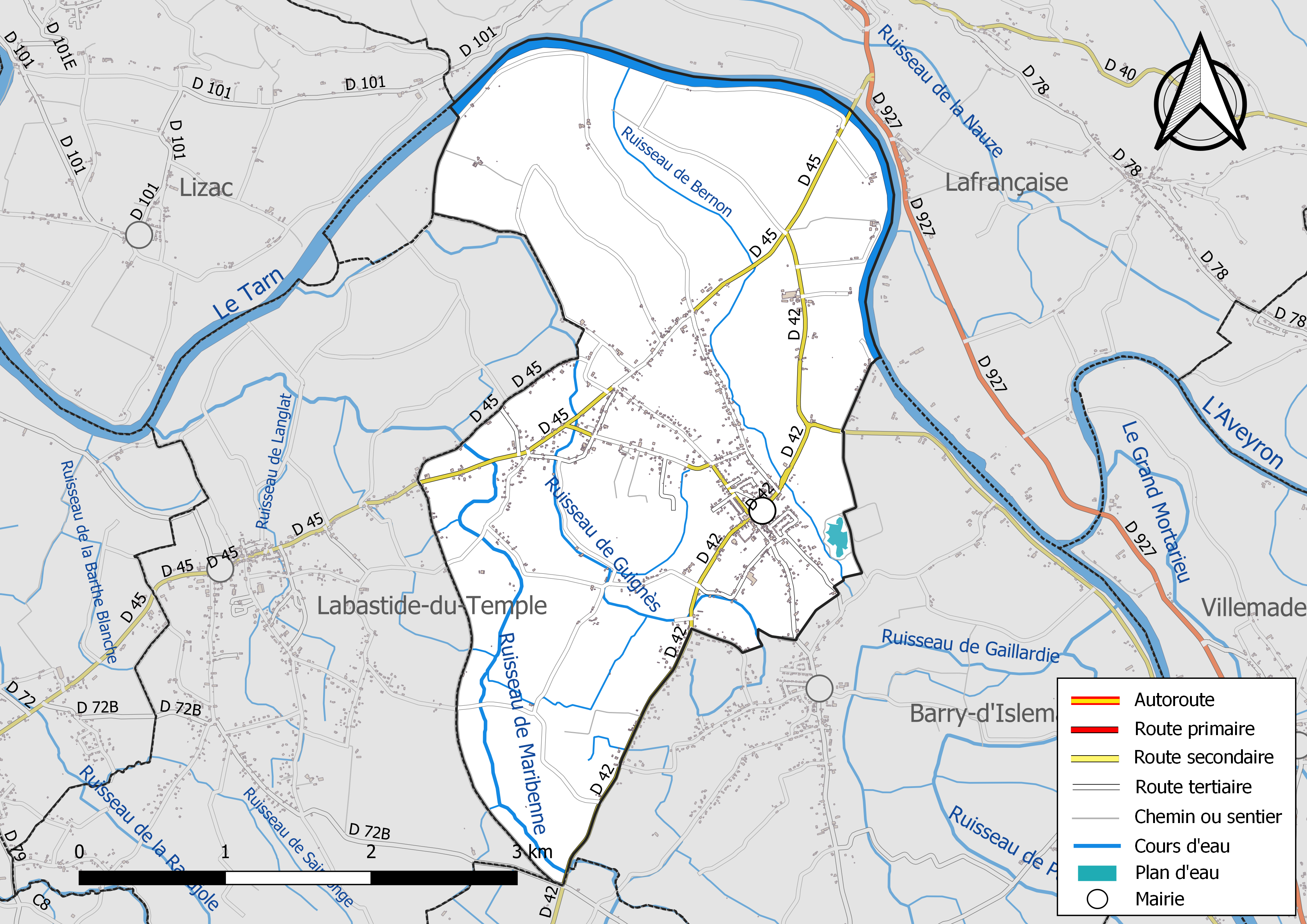
Réseaux hydrographique et routier de Meauzac.

La commune est dans le bassin versant de la Garonne, au sein du bassin hydrographique Adour-Garonne. Elle est drainée par le Tarn, le ruisseau de Maribenne, le ruisseau de Guignès, le ruisseau de la Nauze, le ruisseau de Bernon, le ruisseau de Gachourlet et par divers petits cours d'eau, constituant un réseau hydrographique de 19 km de longueur totale,.
Le Tarn, d'une longueur totale de 380 km, prend sa source dans la commune de Pont de Montvert - Sud Mont Lozère et s'écoule d'est en ouest. Il traverse la commune et se jette dans la Garonne à Saint-Nicolas-de-la-Grave, après avoir traversé 98 communes.
Le ruisseau de Maribenne, d'une longueur totale de 11,1 km, prend sa source dans la commune de La Ville-Dieu-du-Temple et s'écoule du sud-est vers le nord-ouest. Il traverse la commune et se jette dans le Tarn à Labastide-du-Temple, après avoir traversé 4 communes.

### Climat
Pour des articles plus généraux, voir Climat de l'Occitanie et Climat de Tarn-et-Garonne.
En 2010, le climat de la commune est de type climat du Bassin du Sud-Ouest, selon une étude du Centre national de la recherche scientifique s'appuyant sur une série de données couvrant la période 1971-2000. En 2020, Météo-France publie une typologie des climats de la France métropolitaine dans laquelle la commune est exposée à un climat océanique altéré et est dans la région climatique Aquitaine, Gascogne, caractérisée par une pluviométrie abondante au printemps, modérée en automne, un faible ensoleillement au printemps, un été chaud (19,5 °C), des vents faibles, des brouillards fréquents en automne et en hiver et des orages fréquents en été (15 à 20 jours).
Pour la période 1971-2000, la température annuelle moyenne est de 13,5 °C, avec une amplitude thermique annuelle de 15,5 °C. Le cumul annuel moyen de précipitations est de 750 mm, avec 9,5 jours de précipitations en janvier et 6,1 jours en juillet. Pour la période 1991-2020, la température moyenne annuelle observée sur la station météorologique de Météo-France la plus proche, « Castelsarrasin », sur la commune de Castelsarrasin à 12 km à vol d'oiseau, est de 13,6 °C et le cumul annuel moyen de précipitations est de 698,6 mm. 
La température maximale relevée sur cette station est de 43,1 °C, atteinte le 24 août 2023 ; la température minimale est de −13,8 °C, atteinte le 9 février 2012,,.
Les paramètres climatiques de la commune ont été estimés pour le milieu du siècle (2041-2070) selon différents scénarios d'émission de gaz à effet de serre à partir des nouvelles projections climatiques de référence DRIAS-2020. Ils sont consultables sur un site dédié publié par Météo-France en novembre 2022.

### Milieux naturels et biodiversité

#### Espaces protégés
La protection réglementaire est le mode d’intervention le plus fort pour préserver des espaces naturels remarquables et leur biodiversité associée,.
Un  espace protégé est présent sur la commune : 
le « cours de la Garonne, de l'Aveyron, du Viaur et du Tarn », objet d'un arrêté de protection de biotope, d'une superficie de 1 262,3 ha.

#### Réseau Natura 2000

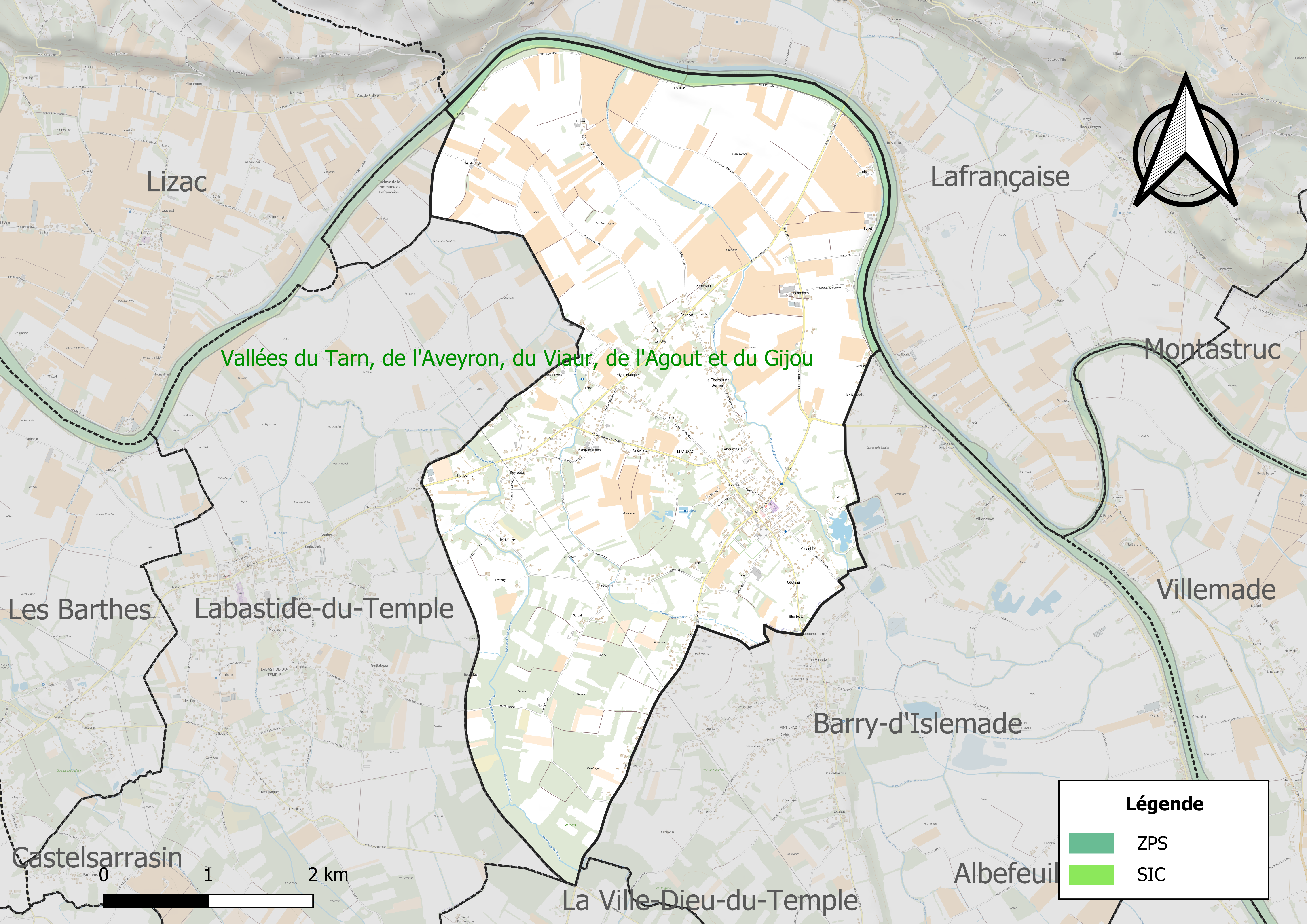
Site Natura 2000 sur le territoire communal.

Le réseau Natura 2000 est un réseau écologique européen de sites naturels d'intérêt écologique élaboré à partir des directives habitats et oiseaux, constitué de zones spéciales de conservation (ZSC) et de zones de protection spéciale (ZPS).
Un site Natura 2000 a été défini sur la commune au titre de la directive habitats : Les « vallées du Tarn, de l'Aveyron, du Viaur, de l'Agout et du Gijou », d'une superficie de 17 144 ha, s'étendant sur 136 communes dont 41 dans l'Aveyron, 8 en Haute-Garonne, 50 dans le Tarn et 37 dans le Tarn-et-Garonne. Elles présentent une très grande diversité d'habitats et d'espèces dans ce vaste réseau de cours d'eau et de gorges. La présence de la Loutre d'Europe et de la moule perlière d'eau douce est également d'un intérêt majeur.

#### Zones naturelles d'intérêt écologique, faunistique et floristique

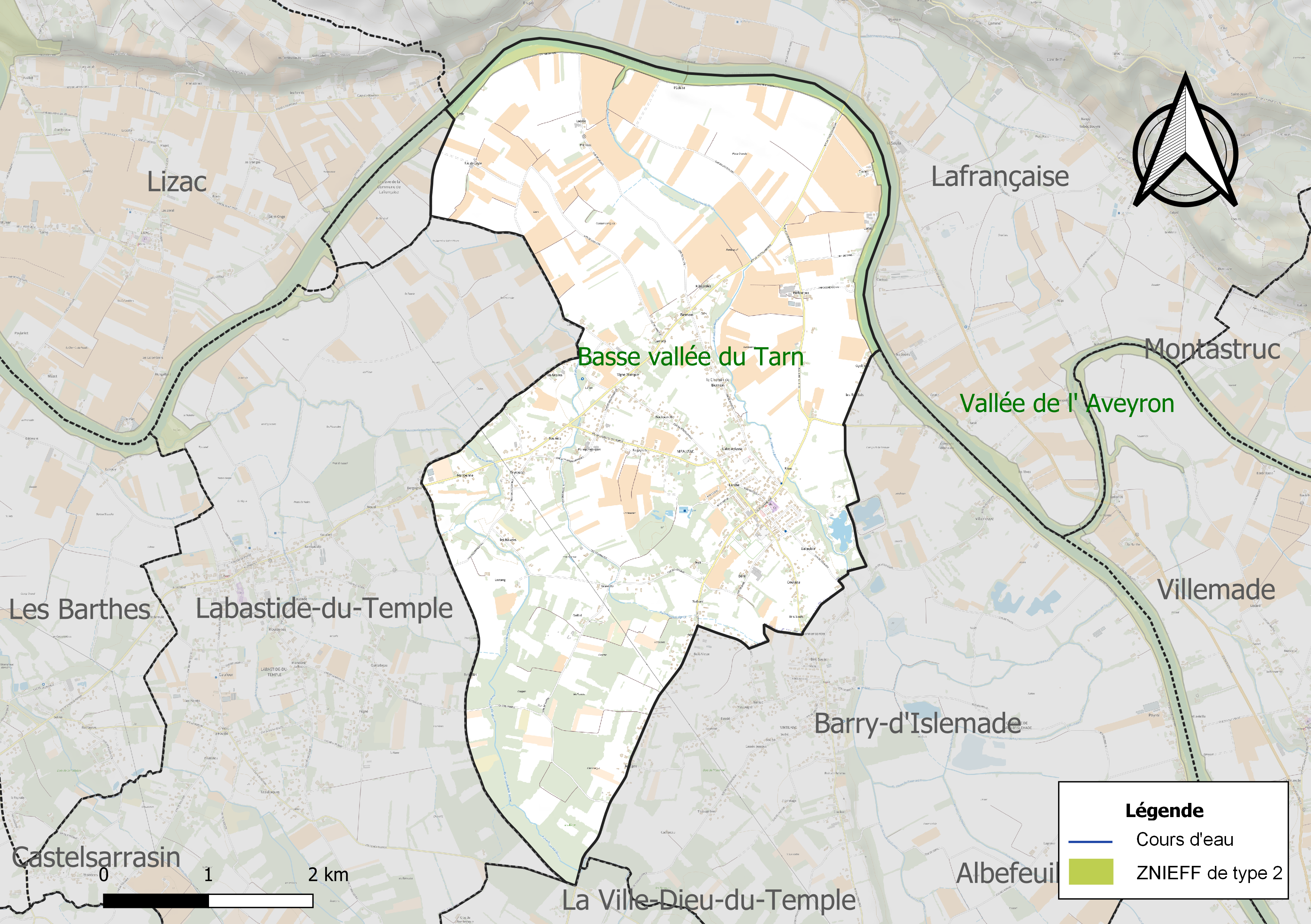
Carte de la ZNIEFF de type 2 localisée sur la commune.

L’inventaire des zones naturelles d'intérêt écologique, faunistique et floristique (ZNIEFF) a pour objectif de réaliser une couverture des zones les plus intéressantes sur le plan écologique, essentiellement dans la perspective d’améliorer la connaissance du patrimoine naturel national et de fournir aux différents décideurs un outil d’aide à la prise en compte de l’environnement dans l’aménagement du territoire.
Une ZNIEFF de type 2 est recensée sur la commune :
la « basse vallée du Tarn » (3 623 ha), couvrant 49 communes dont huit dans la Haute-Garonne, 20 dans le Tarn et 21 dans le Tarn-et-Garonne.

## Urbanisme

### Typologie
Au 1er janvier 2024, Meauzac est catégorisée bourg rural, selon la nouvelle grille communale de densité à sept niveaux définie par l'Insee en 2022.
Elle appartient à l'unité urbaine de Meauzac, une agglomération intra-départementale regroupant trois  communes, dont elle est ville-centre,,. Par ailleurs la commune fait partie de l'aire d'attraction de Montauban, dont elle est une commune de la couronne,. Cette aire, qui regroupe 50 communes, est catégorisée dans les aires de 50 000 à moins de 200 000 habitants,.

### Occupation des sols

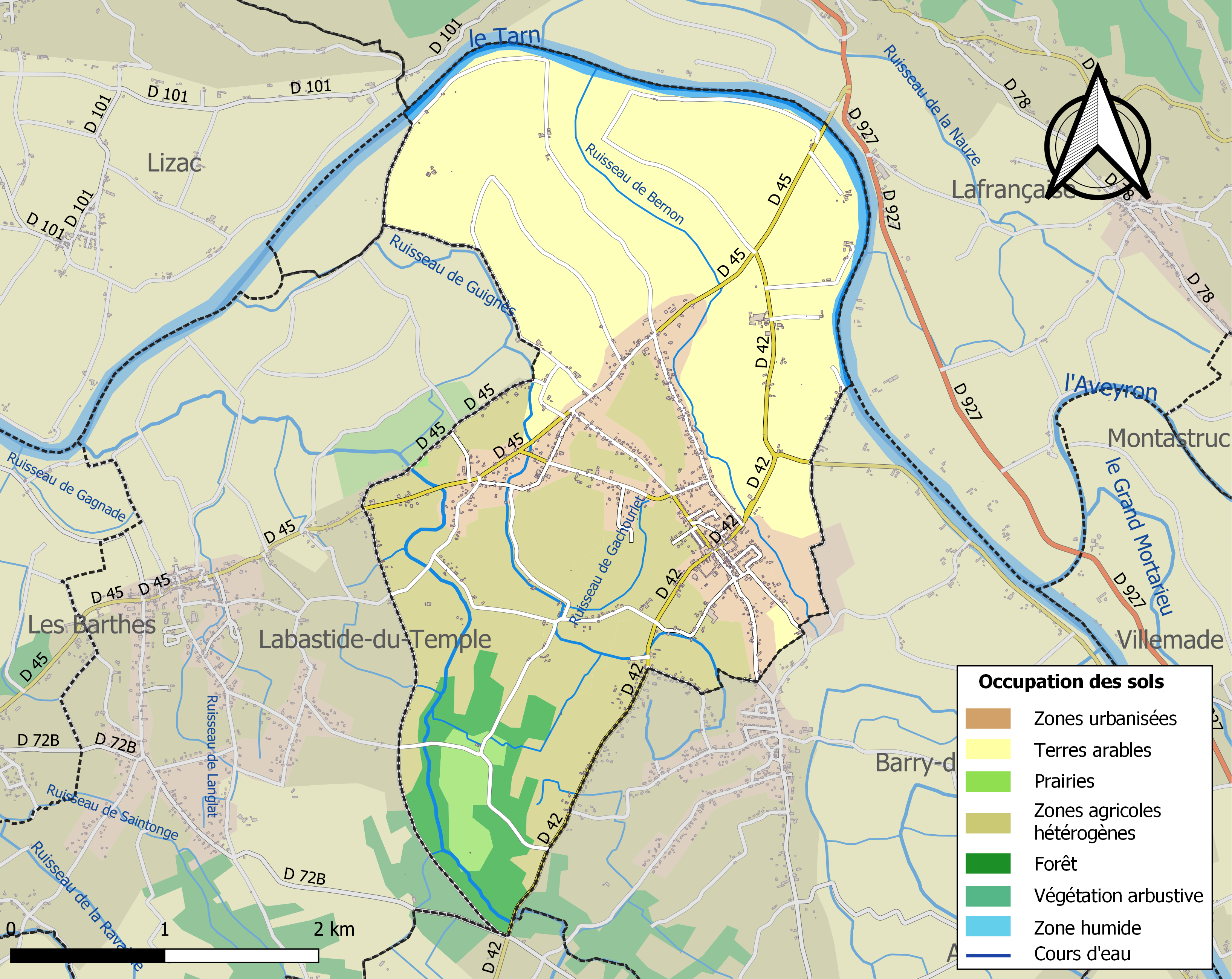
Carte des infrastructures et de l'occupation des sols de la commune en 2018 (CLC).

L'occupation des sols de la commune, telle qu'elle ressort de la base de données européenne d’occupation biophysique des sols Corine Land Cover (CLC), est marquée par l'importance des territoires agricoles (78,9 % en 2018), en diminution par rapport à 1990 (85,1 %). La répartition détaillée en 2018 est la suivante : 
cultures permanentes (42,8 %), zones agricoles hétérogènes (30,5 %), zones urbanisées (11,6 %), forêts (6,1 %), terres arables (3,3 %), prairies (2,2 %), eaux continentales (2 %), espaces verts artificialisés, non agricoles (1,5 %). L'évolution de l’occupation des sols de la commune et de ses infrastructures peut être observée sur les différentes représentations cartographiques du territoire : la carte de Cassini (XVIIIe siècle), la carte d'état-major (1820-1866) et les cartes ou photos aériennes de l'IGN pour la période actuelle (1950 à aujourd'hui).

### Voies de communication et transports
Accès avec la route départementale D 42.

### Risques majeurs
Le territoire de la commune de Meauzac est vulnérable à différents aléas naturels : météorologiques (tempête, orage, neige, grand froid, canicule ou sécheresse), inondations, mouvements de terrains et séisme (sismicité très faible). Il est également exposé à deux risques technologiques,  le transport de matières dangereuses et la rupture d'un barrage. Un site publié par le BRGM permet d'évaluer simplement et rapidement les risques d'un bien localisé soit par son adresse soit par le numéro de sa parcelle.

#### Risques naturels
La commune fait partie du territoire à risques importants d'inondation (TRI) de Montauban-Moissac, regroupant 15 communes concernées par un risque de débordement du Tarn, un des 18 TRI qui ont été arrêtés fin 2012 sur le bassin Adour-Garonne. La crue historique de mars 1930 a provoqué des dégâts considérables. Le sinistre a fait 210 morts et près de 10 000 sinistrés. 120 morts ont été recensés pour la seule ville de Moissac après la rupture des digues et 2 769 maisons ont été détruites en Tarn-et-Garonne. Des cartes des surfaces inondables ont été établies pour trois scénarios : fréquent (crue de temps de retour de 10 ans à 30 ans), moyen (temps de retour de 100 ans à 300 ans) et extrême (temps de retour de l'ordre de 1 000 ans, qui met en défaut tout système de protection). La commune a été reconnue en état de catastrophe naturelle au titre des dommages causés par les inondations et coulées de boue survenues en 1982, 1993, 1994, 1996, 1999, 2003, 2005, 2010 et 2015,.
Meauzac est exposée au risque de feu de forêt. Le département de Tarn-et-Garonne présentant toutefois globalement un niveau d’aléa moyen à faible très localisé, aucun Plan départemental de protection des forêts contre les risques d’incendie de forêt (PFCIF) n'a été élaboré. Le débroussaillement aux abords des maisons constitue l’une des meilleures protections pour les particuliers contre le feu,.

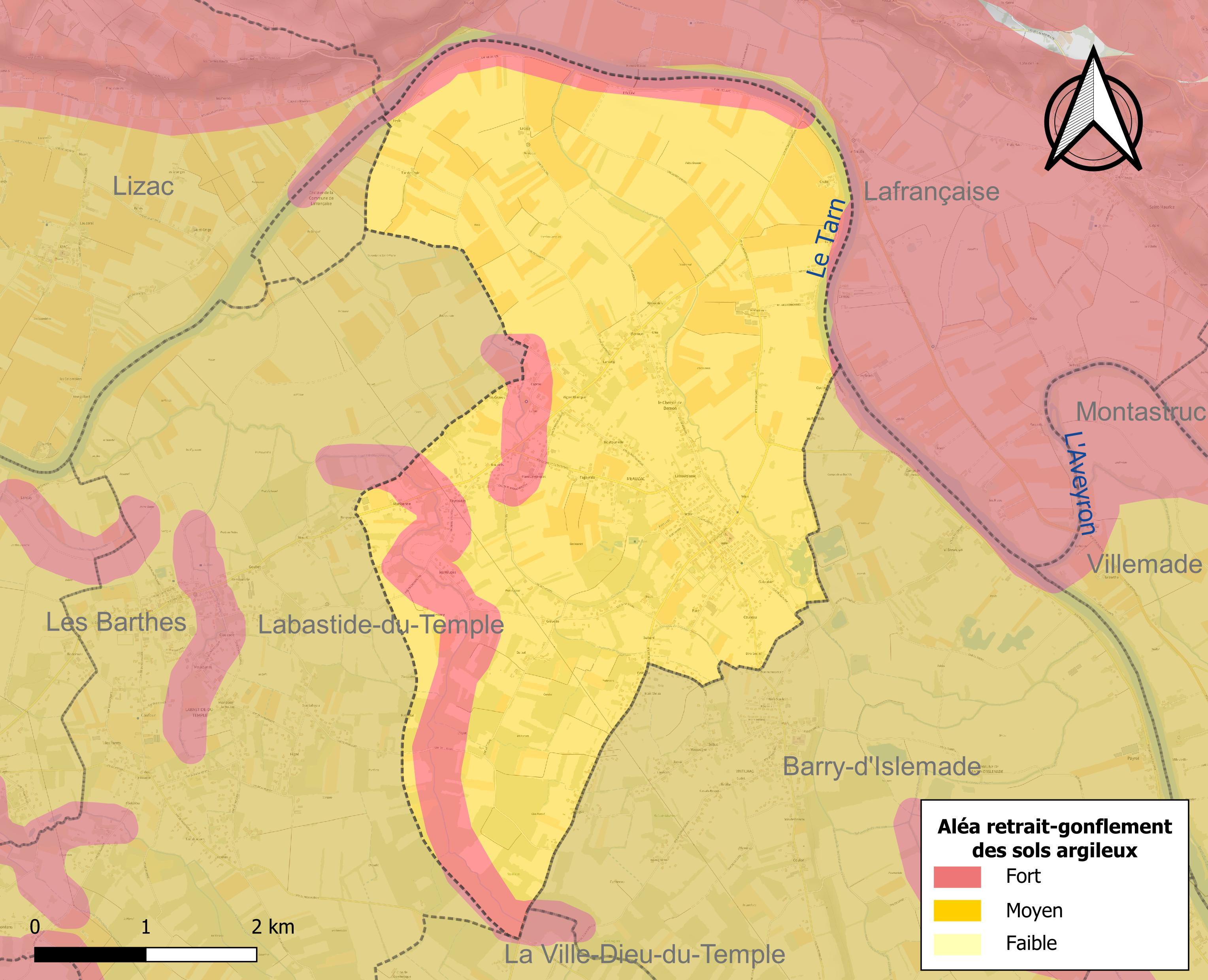
Carte des zones d'aléa retrait-gonflement des sols argileux de Meauzac.

Les mouvements de terrains susceptibles de se produire sur la commune sont des tassements différentiels.
Le retrait-gonflement des sols argileux est susceptible d'engendrer des dommages importants aux bâtiments en cas d’alternance de périodes de sécheresse et de pluie. La totalité de la commune est en aléa moyen ou fort (92 % au niveau départemental et 48,5 % au niveau national). Sur les 577 bâtiments dénombrés sur la commune en 2019, 577 sont en aléa moyen ou fort, soit 100 %, à comparer aux 96 % au niveau départemental et 54 % au niveau national. Une cartographie de l'exposition du territoire national au retrait gonflement des sols argileux est disponible sur le site du BRGM,.
Par ailleurs, afin de mieux appréhender le risque d’affaissement de terrain, l'inventaire national des cavités souterraines permet de localiser celles situées sur la commune.
Concernant les mouvements de terrains, la commune a été reconnue en état de catastrophe naturelle au titre des dommages causés par la sécheresse en 1989, 1991, 1992, 1998, 2003, 2006, 2011 et 2012 et par des mouvements de terrain en 1999.

#### Risques technologiques
Le risque de transport de matières dangereuses sur la commune est lié à sa traversée par des infrastructures routières ou ferroviaires importantes ou la présence d'une canalisation de transport d'hydrocarbures. Un accident se produisant sur de telles infrastructures est susceptible d’avoir des effets graves sur les biens, les personnes ou l'environnement, selon la nature du matériau transporté. Des dispositions d’urbanisme peuvent être préconisées en conséquence.
La commune est en outre située en aval du barrage de Pareloup, un ouvrage de classe A dans l'Aveyron sur les rivières Aveyron et Viaur, disposant d'une retenue de 169 millions de mètres cubes. À ce titre elle est susceptible d’être touchée par l’onde de submersion consécutive à la rupture de cet ouvrage.

## Histoire
Les premières traces du village remontent à l'Antiquité. Meauzac, où se dressent un temple protestant et une église catholique, a longtemps été marqué par les guerres de religion. À la fin du XIXe siècle-début du XXe siècle, le village de Meauzac accueille une briqueterie qui prospérera longtemps jusqu'à sa fermeture. Ce matériau de construction est alors très utilisé.

## Politique et administration

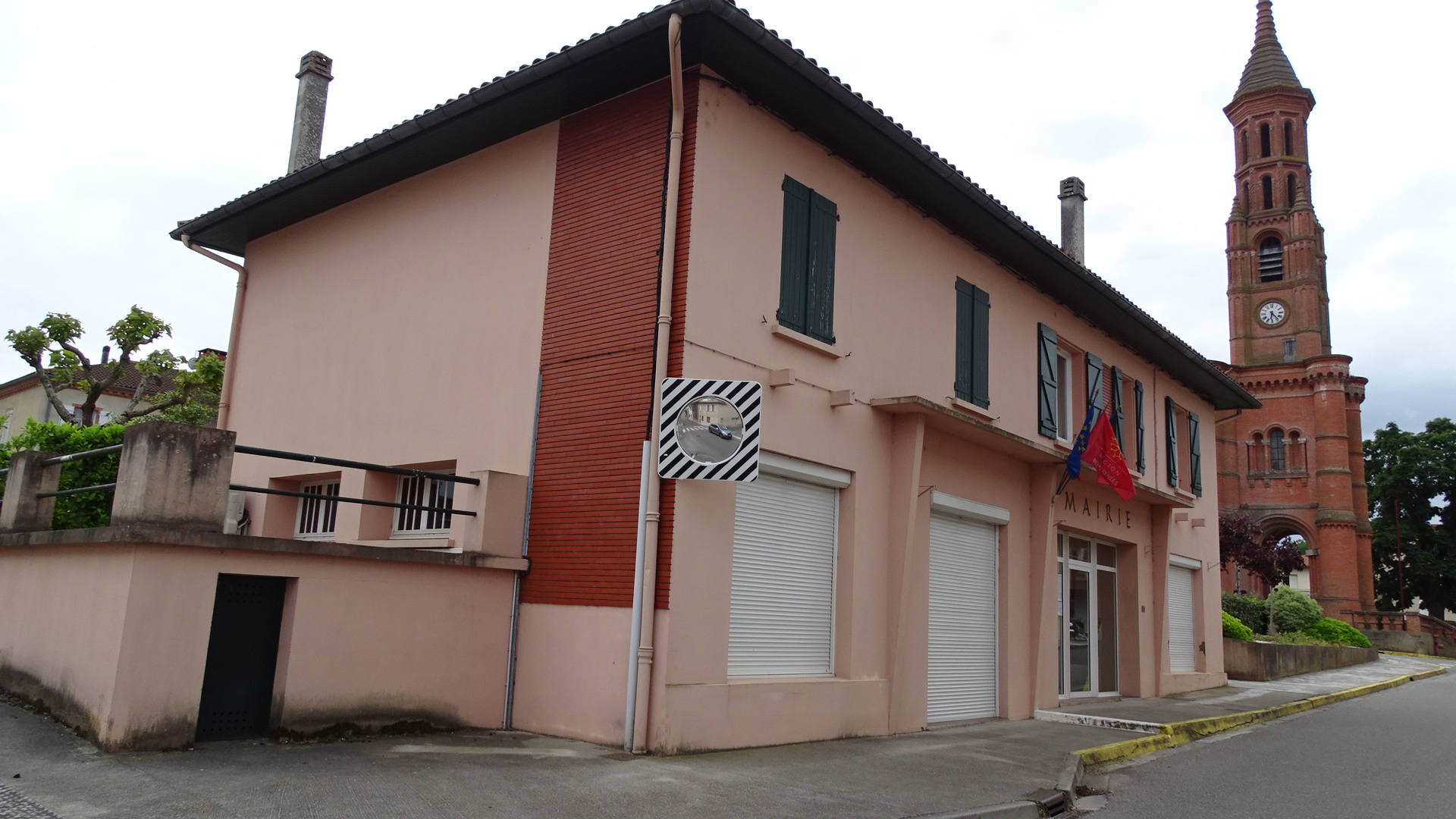
Mairie et église.

### Administration municipale
Le nombre d'habitants au recensement de 2017 étant compris entre 500 et 1 499 habitants, le nombre de membres du conseil municipal pour l'élection de 2020 est de quinze,.

### Rattachements administratifs et électoraux
Commune faisant partie de la communauté de communes des Terrasses et Plaines des deux cantons et du canton de Castelsarrasin (avant le redécoupage départemental de 2014, Meauzac faisait partie de l'ex-canton de Castelsarrasin-2).

### Liste des maires
| Période                                  | Période  | Identité          | Étiquette | Qualité            |
| ---------------------------------------- | -------- | ----------------- | --------- | ------------------ |
| 1919                                     | 1943     | Léopold Presseq   |           |                    |
| 1943                                     | 1944     | Julien Descazeaux |           |                    |
| 1944                                     | 1962     | Jean Capmarty     |           |                    |
| 1962                                     | 1995     | Pierre Larroque   | MRG       | Député (1984-1986) |
| 1995                                     | 2003     | Rémi Delbouis     |           |                    |
| 2003                                     | En cours | José Lacombe      | DVD       |                    |
| Les données manquantes sont à compléter. |          |                   |           |                    |

## Population et société

### Démographie
L'évolution du nombre d'habitants est connue à travers les recensements de la population effectués dans la commune depuis 1793. Pour les communes de moins de 10 000 habitants, une enquête de recensement portant sur toute la population est réalisée tous les cinq ans, les populations de référence des années intermédiaires étant quant à elles estimées par interpolation ou extrapolation. Pour la commune, le premier recensement exhaustif entrant dans le cadre du nouveau dispositif a été réalisé en 2007.

En 2022, la commune comptait 1 464 habitants, en évolution de +8,85 % par rapport à 2016 (Tarn-et-Garonne : +3,12 %, France hors Mayotte : +2,11 %).
| 1793 | 1800 | 1806 | 1821 | 1831 | 1836 | 1841  | 1846  | 1851 |
| ---- | ---- | ---- | ---- | ---- | ---- | ----- | ----- | ---- |
| 957  | 858  | 959  | 966  | 963  | 965  | 1 027 | 1 000 | 981  |

| 1856  | 1861 | 1866 | 1872 | 1876 | 1881 | 1886 | 1891 | 1896 |
| ----- | ---- | ---- | ---- | ---- | ---- | ---- | ---- | ---- |
| 1 006 | 987  | 981  | 952  | 966  | 959  | 984  | 908  | 877  |

| 1901 | 1906 | 1911 | 1921 | 1926 | 1931 | 1936 | 1946 | 1954 |
| ---- | ---- | ---- | ---- | ---- | ---- | ---- | ---- | ---- |
| 829  | 818  | 810  | 763  | 755  | 803  | 739  | 809  | 850  |

| 1962 | 1968 | 1975 | 1982 | 1990 | 1999 | 2006  | 2007  | 2012  |
| ---- | ---- | ---- | ---- | ---- | ---- | ----- | ----- | ----- |
| 854  | 877  | 858  | 850  | 884  | 890  | 1 006 | 1 022 | 1 298 |

| 2017  | 2022  | - | - | - | - | - | - | - |
| ----- | ----- | - | - | - | - | - | - | - |
| 1 338 | 1 464 | - | - | - | - | - | - | - |

| selon la population municipale des années : | 1968 | 1975 | 1982 | 1990 | 1999 | 2006 | 2009 | 2013 |
| Rang de la commune dans le département      | 39   | 37   | 36   | 39   | 45   | 48   | 49   | 38   |
| Nombre de communes du département           | 195  | 195  | 195  | 195  | 195  | 195  | 195  | 195  |

### Enseignement
Meauzac fait partie de l'académie de Toulouse.

## Économie

### Revenus
En 2018, la commune compte 548 ménages fiscaux, regroupant 1 393 personnes. La médiane du revenu disponible par unité de consommation est de 20 710 € (20 140 € dans le département).

### Emploi
|                | 2008  | 2013   | 2018   |
| -------------- | ----- | ------ | ------ |
| Commune        | 3,4 % | 8,7 %  | 10,1 % |
| Département    | 8,4 % | 10,2 % | 10,3 % |
| France entière | 8,3 % | 10 %   | 10 %   |

En 2018, la population âgée de 15 à 64 ans s'élève à 796 personnes, parmi lesquelles on compte 78,3 % d'actifs (68,2 % ayant un emploi et 10,1 % de chômeurs) et 21,7 % d'inactifs,. En  2018, le taux de chômage communal (au sens du recensement) des 15-64 ans est inférieur à celui du département, mais supérieur à celui de la France, alors qu'en 2008 il était inférieur à celui de la France.
La commune fait partie de la couronne de l'aire d'attraction de Montauban, du fait qu'au moins 15 % des actifs travaillent dans le pôle,. Elle compte 191 emplois en 2018, contre 176 en 2013 et 200 en 2008. Le nombre d'actifs ayant un emploi résidant dans la commune est de 548, soit un indicateur de concentration d'emploi de 34,8 % et un taux d'activité parmi les 15 ans ou plus de 58,5 %.
Sur ces 548 actifs de 15 ans ou plus ayant un emploi, 105 travaillent dans la commune, soit 19 % des habitants. Pour se rendre au travail, 91,9 % des habitants utilisent un véhicule personnel ou de fonction à quatre roues, 1,5 % les transports en commun, 2,9 % s'y rendent en deux-roues, à vélo ou à pied et 3,7 % n'ont pas besoin de transport (travail au domicile).

### Activités hors agriculture

#### Secteurs d'activités
83 établissements sont implantés  à Meauzac au 31 décembre 2019. Le tableau ci-dessous en détaille le nombre par secteur d'activité et compare les ratios avec ceux du département,.
| Secteur d'activité                                                                                        | Commune | Commune | Département |
| Secteur d'activité                                                                                        | Nombre  | %       | %           |
| --- | ------- | ------- | ----------- |
| Ensemble                                                                                                  | 83      | 100 %   | (100 %)     |
| Industrie manufacturière, industries extractives et autres                                                | 6       | 7,2 %   | (9,6 %)     |
| Construction                                                                                              | 20      | 24,1 %  | (14,9 %)    |
| Commerce de gros et de détail, transports, hébergement et restauration                                    | 18      | 21,7 %  | (29,7 %)    |
| Information et communication                                                                              | 1       | 1,2 %   | (1,9 %)     |
| Activités financières et d'assurance                                                                      | 2       | 2,4 %   | (3,4 %)     |
| Activités immobilières                                                                                    | 2       | 2,4 %   | (3,3 %)     |
| Activités spécialisées, scientifiques et techniques et activités de services administratifs et de soutien | 13      | 15,7 %  | (14,1 %)    |
| Administration publique, enseignement, santé humaine et action sociale                                    | 10      | 12 %    | (13,6 %)    |
| Autres activités de services                                                                              | 11      | 13,3 %  | (9,3 %)     |

Le secteur de la construction est prépondérant sur la commune puisqu'il représente 24,1 % du nombre total d'établissements de la commune (20 sur les 83 entreprises implantées  à Meauzac), contre 14,9 % au niveau départemental.

#### Entreprises et commerces
Les cinq entreprises ayant leur siège social sur le territoire communal qui génèrent le plus de chiffre d'affaires en 2020 sont : 
- Servat Fils Et Pere, travaux de maçonnerie générale et gros œuvre de bâtiment (361 k€)
- FC Pose, travaux de menuiserie bois et PVC (346 k€)
- SARL Synapsis Creation, activités d'architecture (165 k€)
- Teixeira Jean Luc - Tex, forge, estampage, matriçage ; métallurgie des poudres (49 k€)
- Frederic Rameaux Traiteur, services des traiteurs (8 k€)

### Agriculture
La commune est dans les « Vallées et Terrasses », une petite région agricole occupant le centre et une bande d'est en ouest  du département de Tarn-et-Garonne. En 2020, l'orientation technico-économique de l'agriculture  sur la commune est la culture de fruits ou d'autres cultures permanentes. 
|               | 1988 | 2000 | 2010 | 2020 |
| ------------- | ---- | ---- | ---- | ---- |
| Exploitations | 57   | 46   | 29   | 19   |
| SAU (ha)      | 757  | 758  | 640  | 676  |

Le nombre d'exploitations agricoles en activité et ayant leur siège dans la commune est passé de 57 lors du recensement agricole de 1988  à 46 en 2000 puis à 29 en 2010 et enfin à 19 en 2020, soit une baisse de 67 % en 32 ans. Le même mouvement est observé à l'échelle du département qui a perdu pendant cette période 57 % de ses exploitations,. La surface agricole utilisée sur la commune a également diminué, passant de 757 ha en 1988 à 676 ha en 2020. Parallèlement la surface agricole utilisée moyenne par exploitation a augmenté, passant de 13 à 36 ha.

## Culture locale et patrimoine

### Lieux et monuments

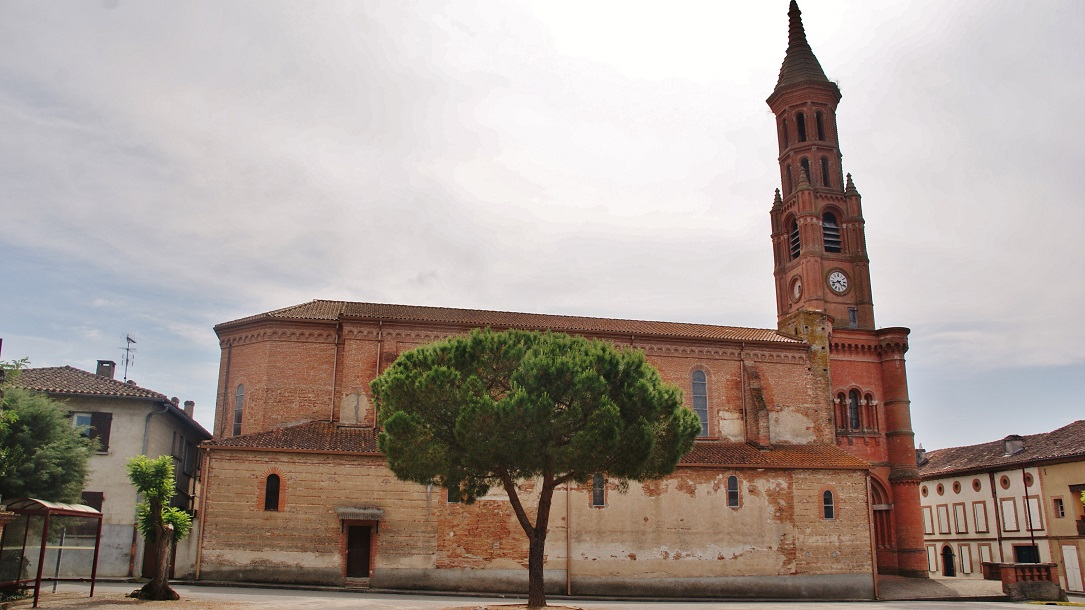
L'église Saint-Martin de Meauzac.

- Église paroissiale Saint-Martin de Meauzac. L'édifice est référencé dans la base Mérimée et à l'Inventaire général Région Occitanie[51].
- Temple protestant de Meauzac

### Personnalités liées à la commune
- Gaston Carrié né le 27 novembre 1946 à Meauzac. Joueur de rugby à XV. Champion de France de rugby à XV en 1967 avec l'Union sportive montalbanaise. Deuxième ligne (1,93 m - 98 kg).
- Pierre Larroque (1915-2005), homme politique français né à Meauzac. Il en a été le maire de 1962 à 1995.
- François Solesmes (1927-2017). Ecrivain français, il est venu résider à Meauzac en 1964 et y a vécu durant plus de cinquante années.

### Héraldique
| Blason de Meauzac | Blason  | D'argent au pal bretessé de gueules              |
| Blason de Meauzac | Détails | Le statut officiel du blason reste à déterminer. |

## Pour approfondir